# Sydlig blommossa
Sydlig blommossa (Schistidium confusum) är en bladmossart som beskrevs av H. Blom 1996. Sydlig blommossa ingår i släktet blommossor, och familjen Grimmiaceae. Arten är reproducerande i Sverige. Inga underarter finns listade i Catalogue of Life.